# Натуна (газове родовище)
Родовище Натуна — найбільше газове родовище Індонезії, яке втім через певні особливості не розробляється вже кілька десятків років після відкриття.
Офшорне родовище, розташоване за 1100 км на північ від Джакарти та на 225 км південніше островів Натуна, відкрила 1970 року італійська компанія Agip. Далі права на розробку перейшли до корпорації Exxon Mobil, що отримала половину в підприємстві, створеному з індонезійською державною нафтовою компанією Pertamina. Проте розробка родовища, незважаючи на вражаючі оцінки його запасів, так і не розпочалась, причиною чого були перш за все особливості резервуару. Так, при геологічних запасах у понад 6,2 трлн м³ видобувними вважають лише 1,3 трлн м³. Крім того, рівень двоокису вуглецю в газі родовища перевищує 70 %. У комбінації з нерозвиненою інфраструктурою в районі Натуни, поточними світовими цінами на газ, а також політичною нестабільністю, що охопила на певний період Індонезію в кінці 1990-х, це призвело до тривалого затягування початку розробки. Як наслідок, у 2007 році уряд Індонезії розірвав угоду з Exxon Mobil, яка на той момент вже витратила 400 млн доларів США на розвідувальні роботи.
У 2010 році малайзійська Petronas і французька Total підписали все з тими ж ExxonMobil і Pertamina протокол про наміри відносно нового формату по розвитку проекту Натуна. У 2012-му таїландська PTTEP зайняла місце Petronas. Партнери оцінюють розмір необхідних інвестицій у діапазоні від 20 до 40 млрд доларів США. При цьому схиляються до використання нової технології розробки офшорних родовищ, використання якої розпочалось у 2010-х роках — застосування плавучої установки з виробництва зрідженого природного газу (FLNG).
У 2016 році уряд Індонезії висловлював надію, що розробку Натуни нарешті вдасться розпочати протягом трьох років.